# UniteUp!
UniteUp! ist eine Anime-Fernsehserie des Studios CloverWorks aus dem Jahr 2023. Sie gehört zu einem Idol-Projekt von Sony Music Entertainment Japan, das 2021 mit Videos auf der Plattform Youtube gestartet wurde. Die Animeserie wurde auch international veröffentlicht und erzählt von einer aus drei Idols bestehenden Gruppe, die neu zusammengestellt wurde und die ersten Schritte in ihrer Karriere macht.

## Handlung
Während er früher Baseball gespielt hat, hat der Oberschüler Akira Kiyose (清瀬明良) nun nichts mehr, was ihn neben der Schule noch beschäftigt. Um ihn aufzumuntern, geht sein bester Freund Yoshikazu mit ihm häufiger zum Karaoke. Er bemerkt, wie viel Freude Akira beim Singen hat und auch wie gut er singt. Also nimmt er ihn heimlich auf und stellt die Aufnahmen online, die ohne das Wissen des Sängers schnell Bekanntheit erlangen. So kommt schließlich die Agentur Smilea auf ihn zu, bei ihnen vorzusprechen. Yoshikazu muss seine heimlichen Aufnahmen und Uploads beichten, doch Akira ist ihm nicht wirklich böse. Die plötzliche Aufmerksamkeit und das scheinbar neue Talent überfordern ihn nur erstmal. Seine Mutter und die Gäste ihres Badehauses, in dem Akira auch aushilft, motivieren ihn aber, doch mitzumachen. So bildet er zusammen mit Banri Naoe (直江万里) und Chihiro Isuzugawa (五十鈴川千紘) eine neue Idol-Gruppe, die Smilea aufbauen will. Auch die anderen beiden wurden als erfolgreiche Youtuber gecastet. Die Agentur selbst ist auch noch jung und wird von Maoto Tsujidō und Rin Ōtsuki geführt. Die waren bis vor kurzem selbst noch unter dem Namen Anela Idols, haben diese Karriere aber überraschend beendet. Rin hatte sich verletzt und beschloss, in der Branche zu bleiben und neue Talente aufzubauen.
Neben Akira, der sich in seine neue Rolle als Sänger erst einfinden und mit der Karriere als Idol identifizieren muss, haben auch seine beiden Kollegen zu kämpfen. Der eigentlich fröhliche Banri ist erst schüchtern und verbirgt sein Gesicht, das er als zu weiblich empfindet. Erst der Kontakt zu anderen in der Agentur und deren Zuspruch gibt ihm mehr Selbstvertrauen. Der ruhige, höfliche Chihiro kommt aus einer Familie, die sich dem traditionellen japanischen Tanz widmet. Daher traute er sich lange nicht, seinem Vater von seinem nun eingeschlagenen Weg zu berichten. Schließlich muss Chihiro sich überwinden und findet auch bei seinem Vater Akzeptanz und gibt den – auch von ihm geliebten – traditionellen Tanz nicht ganz auf. Während ihres Trainings haben die drei, die sich dabei immer enger anfreunden, auch Kontakt zu den anderen Idols der Agentur. Daiki Takao, Fūga Tōgō und Eishirō Nijō bilden Legit. Vor allem Daiki kritisiert die Neulinge oft, ist aber besonders für Akira bald auch Vorbild. Sie spornen die Neuen an und unterstützen sie – wenn auch manchmal auf eigentümliche Weise. Und sie zeigen, wie man in einer Gruppe unterschiedliche Ansprücher verfolgen kann, sich deswegen streitet, aber am Ende dennoch gemeinsam weiterkommt. Die Gruppe JaxxJaxx lernen die drei Neuen erst später besser kennen, da sie zunächst auf Japantour sind. Kanata Morinomiya, Jun Wakasa, Gakuto Haruka, Izumi Kashii und Homare Katsura waren bereits früher einmal Idols bei einer anderen Agentur und wurden dort dann entlassen. Mit dem dann neu dazugekommenen Gakuto waren sie danach als eigenständige Band unterwegs, ehe sie von Smilea angeworben wurden und nun als Idols Erfolg haben.
Die Enthüllung von Akira, Chihiro und Banri als neue Gruppe Protostar scheitert fast wegen eines Sturms, kann durch die Mitarbeit aller Freunde und der Agentur aber zumindest online stattfinden. Schließlich steht ein gemeinsames Konzert der drei Gruppen an. Dafür müssen sich alle auf einen Frontmann einigen, was ihnen schwerfällt. Und dann wird kurz vor dem Konzert über die Presse spekuliert, dass Daiki am Ende von Anela Schuld wäre, weil er Rin von der Bühne gestoßen habe. Nach Rins Sturz nahm sein damaliger Background-Tänzer Daiki seinen Platz in der Choreografie ein. Daiki habe das beabsichtigt, um selbst vorne zu stehen. Die Gerüchte schüren Misstrauen und belasten alle in der Agentur, nur Akira glaubt weiter fest an Daiki. Schließlich berichtet er gemeinsam mit Rin, dass Rin damals schon vor dem Konzert verletzt war und daher stürzte. Deswegen sprang Daiki für ihn ein und rettete das Konzert, wofür Rin ihm noch immer dankbar ist. Die Vorbereitungen für das Konzert kommen zu einem guten Ende und Akira wird von den anderen zum Frontmann für den gemeinsamen Auftritt gekürt. Das erste Konzert mit Protostar wird ein großer Erfolg und Akira findet seinen Platz und sein Ziel als Idol.
Um die drei Gruppen noch bekannter zu machen, veranstaltet Smilea einen Wettbewerb zwischen den dreien. Sie sollen alle über mehrere Monate neue Songs herausbringen und Konzerte geben, bis schließlich über die Verkaufszahlen eine Siegergruppe bestimmt wird. Alle sind begeistert und motiviert, aber der Wettbewerb setzt die Gruppen auch neuem Druck aus. Legit muss sich der eigenen Identität und dem Gemeinsamen bewusster werden. JaxxJaxx muss ohne ihren Frontmann Gakuto zurechtkommen und sich von ihm emanzipieren, um sich weiterzuentwickeln. Protostar muss als noch neue Gruppe den Rückstand zu den anderen aufholen und ihre alten Fans aus ihren Solo-Karrieren nun auch für die Gruppe begeistern. Dazu reisen sie durchs Land und treten auf jeder sich bietenden Veranstaltung auf. Schließlich sind sie es, die den Wettbewerb für sich entscheiden können. Protostar erhält daher die Gelegenheit, ein gemeinsames Konzert der drei Gruppen zu entwerfen und zu leiten. Die Verantwortung für die anderen mit zu übernehmen fällt ihnen zunächst schwer, doch mit der Mitwirkung aller wird das Konzert schließlich zum Erfolg.

## Produktion und Veröffentlichung
Die Serie entstand bei CloverWorks unter der Regie von Shin'ichirō Ushijima. Das Konzept und Drehbuch der Serie stammt von Rino Yamazaki. Die Charakterdesigns entwarf Majiro und die künstlerische Leitung lag bei Masakazu Miyake. Die 3D-Animationen entstanden unter der Leitung von Makoto Honda und für die Kameraführung war Yukiko Nagase verantwortlich.
Der Vertrieb Aniplex hat die Serie erstmals im September 2022 angekündigt. Die erste Staffel mit zwölf Folgen zu je 23 Minuten Laufzeit wurden vom 7. Januar bis 15. April 2023 von den Sendern Tokyo MX, Tochigi Television, GTV, BS11, HTB, MBS, FBS und Mētele in Japan ausgestrahlt. Die Ausstrahlung wurde wegen Auswirkungen der Covid-19-Pandemie auf die Produktion nach der dritten Folge für 2 Wochen unterbrochen. International fand parallel eine Veröffentlichung auf der Plattform Crunchyroll per Streaming statt, unter anderem mit deutschen Untertiteln.
Eine zweite Staffel wurde im Juli 2023 angekündigt. Sie hat erneut zwölf Folgen und wurde mit dem Nebentitel -Uni:Birth- vom 11. Januar bis 5. April 2025 in Japan ausgestrahlt sowie erneut parallel international per Streaming veröffentlicht.

### Synchronisation
| Rolle             | japanische Stimme (Seiyū) |
| ----------------- | ------------------------- |
| Akira Kiyose      | Kikunosuke Toya           |
| Banri Naoe        | Ryōtarō Yamaguchi         |
| Chihiro Isuzugawa | Amon Hirai                |
| Yoshikazu Ogawa   | Daichi Hayashi            |
| Maoto Tsujidō     | Yoshiki Nakajima          |
| Rin Ōtsuki        | Sōma Saitō                |
| Daiki Takao       | Magura Sukegawa           |
| Fūga Tōgō         | Ryūichirō Sakata          |
| Eishirō Nijō      | Shinnosuke Morikage       |
| Kanata Morinomiya | Gaku Takamoto             |
| Jun Wakasa        | Kōsei Tsubokura           |
| Gakuto Haruka     | masa                      |
| Izumi Kashii      | Takumi Magoshi            |
| Homare Katsura    | Yūki Shimomae             |

### Musik
Die Musik der Serie wurde komponiert von Yuki Hayashi, bei der zweiten Staffel war auch Naoyuki Chikatani beteiligt. Das Vorspannlied der ersten Staffel ist Unite up!, gesungen von allen Idols aus der Serie unter dem Gruppennamen Unite up!. Die wechselnden Abspannlieder sind:
- Iino von Kikunoyu (Folge 1)
- Hoero! Cross Fighter von Protostar (Folge 2)
- Fire von Legit (Folge 4)
- Kibō no Koe von Anela (Folge 5)
- Triplet von Protostar (Folge 7)
- A.P.P.L.E. von JAXX/JAXX (Folge 8)
- call von Daiki Takao (Folge 10)
- Yume no Tobira von Akira Kiyose x Daiki Takao x Gakuto Haruka (Folge 11)
- Unite up! von Unite up! (Folge 12)

Vorspannlied der zweiten Staffel ist Uni:Birth, erneut von Unite up!